# Regina Sampaio
Regina Sampaio de Castro, mais conhecida como Regina Sampaio (Rio de Janeiro, 30 de agosto de 1939) é uma atriz brasileira de cinema, teatro e televisão.

## Biografia
Regina Sampaio de Castro, ou apenas Regina Sampaio, nasceu em 30 de agosto de 1939 na cidade do Rio de Janeiro. É mãe do ator Roberto Bomtempo. Começou sua carreira em 1982, com 42 anos. Nesse tempo fez diversas produções no cinema, teatro e partições em novelas e séries na televisão.
No cinema esteve em vários longas e curtas metragens como Depois Daquele Baile, Meu Nome Não É Johnny e Como Esquecer. No teatro esteve em cartaz nas peças Espia uma Mulher que Se Mata, Pirata, Antiga e muitas outras.
Na televisão não teve muito destaque. Estreou em 2006, já com 64 anos de idade, na novela Bicho do Mato na RecordTV. Voltou as telas em 2011, estreando na Rede Globo, na décima nona temporada de Malhação interpretando a doce Beatriz, avó do protagonista. Em 2012 fez participações na novela Avenida Brasil e no seriado Como Aproveitar o Fim do Mundo.
Em 2013 participou da novelinha teen Gaby Estrella, no canal a cabo Gloob, interpretando a fazendeira rígida e cheia de regras Laura Estrella, avó de Gaby Estrella. Em 2015 interpreta a empregada Euzébia na novela Totalmente Demais.

## Filmografia

### Televisão
| Ano  | Título                         | Personagem                   | Nota                                                                                |
| ---- | ------------------------------ | ---------------------------- | ----------------------------------------------------------------------------------- |
| 2001 | O Clone                        | Vizinha de Latiffa e Mohamed |                                                                                     |
| 2006 | Bicho do Mato                  | Frederica Rodrigues          |                                                                                     |
| 2006 | Um Menino Muito Maluquinho     | Tia Elza                     | Episódios: "Meu Pior Amigo" "O Canguru - Campeão" "Maluquinho Galã"                 |
| 2007 | Linha Direta                   | Odete Dias                   | Episódio: Edifício Joelma                                                           |
| 2011 | Malhação                       | Beatriz Nascimento           |                                                                                     |
| 2011 | Cordel Encantado               | Senhora na Praça             |                                                                                     |
| 2012 | Avenida Brasil                 | Irmã Clarice                 |                                                                                     |
| 2012 | Como Aproveitar o Fim do Mundo | Esther de Azevedo            | Episódio: "O Começo do Fim"                                                         |
| 2013 | Pé na Cova                     | Dona Jandira                 | Episódio" O Santo e o Pecador                                                       |
| 2013 | Gaby Estrella                  | Laura Estrella               |                                                                                     |
| 2014 | Amor Veríssimo                 | Míriam                       |                                                                                     |
| 2015 | Totalmente Demais              | Euzébia                      |                                                                                     |
| 2015 | Chapa Quente                   | Tia Eni Azevedo              | Episódios: "Celma aparece no salão de Marlene" "Marlene visita Genésio no hospital" |
| 2017 | TOC's de Dalila                | Vó Cotinha Diniz Alcântara   | Episódio: "Cinderela do Chupa Chupa"                                                |
| 2017 | Cidade Proibida                | Mãe do Bonitão               | Episódio: "Caso Laura"                                                              |
| 2018 | Os Suburbanos                  | Dona Áurea                   | Episódio: "Quem Canta Seus Males Espanta"                                           |
| 2018 | Orgulho e Paixão               | Dolores                      |                                                                                     |
| 2018 | Tô de Graça                    | Elizabeth                    | Episódio: A Herdeira                                                                |
| 2018 | Sob Pressão                    | Celina                       | Episódio: "4 de dezembro"                                                           |
| 2018 | O Sétimo Guardião              | Maria do Ó Ferreira (mãe)    |                                                                                     |
| 2019 | A Dona do Pedaço               | Madre Maria                  |                                                                                     |
| 2020 | O Dono do Lar                  | Adelaide                     | Episódio: "Que Roubada"                                                             |
| 2021 | Gênesis                        | Amat                         | Fase: Jornada de Abraão                                                             |

### Cinema
| Ano  | Título                      | Personagem           |
| ---- | --------------------------- | -------------------- |
| 2000 | Bossa Nova                  | Recepcionista        |
| 2005 | O Nosso Livro               | Bibliotecária        |
| 2006 | Depois Daquele Baile        | Dona Judite          |
| 2008 | Meu Nome Não É Johnny       | Mulher do Tarô       |
| 2008 | Polaroides Urbanas          | Mulher no transporte |
| 2010 | Como Esquecer               | Selma                |
| 2012 | Na Carne e na Alma          | Leonor               |
| 2018 | Gaby Estrella               | Laura Estrella       |
| 2023 | Um Ano Inesquecível - Verão | Vó da Inha           |
| 2024 | Fazendo Meu Filme           | Imaculada            |

## No teatro
- 1989 - Tropicanalha
- 2000 - Raul Fora da Lei - A História de Raul Seixas (produção)
- 2007 - Chuva Ácida
- 2010 - Espia a Mulher que se Mata
- 2015 - Antiga
- 2016 - Casa de Bonecas
- 2017 - A Última Sessão[7]
- Pirata

## Ligações Externas
- Regina Sampaio. no IMDb.